# Jan Brewiński (1911–2007)
Jan Brewiński (ur. 26 maja 1911 w Ujeździe k. Tomaszowa Mazowieckiego, zm. 2007 w Sławnie) – polski żołnierz, więzień obozów koncentracyjnych,  działacz spółdzielczy, społeczny i samorządowy.
Podoficer, absolwent Centralnej Szkoły Podoficerów Korpusu Ochrony Pogranicza.

## Odznaczenia i wyróżnienia
- Złoty Gryf Sławieński (2002)
- Krzyż Oficerski Orderu Odrodzenia Polski (1987)
- Krzyż Kawalerski Orderu Odrodzenia Polski (1975)
- Krzyż Oświęcimski